# Sweet Sixteen (Reba McEntire)
Sweet Sixteen è un album in studio della cantante di musica country statunitense Reba McEntire, pubblicato nel 1989.

## Tracce
1. Cathy's Clown – 3:04 (Don Everly)
2. 'Til Love Comes Again – 3:38 (Bob Regan, Ed Hill)
3. It Always Rains on Saturday – 4:26 (Kendal Franceschi, Quentin Powers, Reba McEntire)
4. Am I the Only One Who Cares – 3:02 (Don Schlitz, McEntire)
5. Somebody Up There Likes Me – 3:05 (Suzi Hoskins-Wills, Bill Cooley)
6. You Must Really Love Me – 3:05 (Schlitz, McEntire)
7. Say the Word – 2:46 (Tom Shapiro, Chris Waters, Michael Garvin)
8. Little Girl – 3:23 (Franceschi, Powers)
9. Walk On – 3:16 (Steve Dean, Lonnie Williams)
10. A New Love – 3:24 (Dave Loggins)